# 템스 (가수)
템스(Tems, 1995년 6월 11일 ~ )는 잉글랜드의 싱어송라이터이다. BBC 사운드 오브 2022 후보에 올랐다.

## 음반 목록

### EP
- For Broken Ears (2020)
- If Orange Was a Place (2021)